# جورج بيريك
جورج بيريك (بالفرنسية: Georges Perec)‏ كان روائياً، وسينمائياً، وكاتب مقالة، وهو فرنسي يهودي ولد في 7 مارس 1936، وتوفي في 3 مارس 1982. كان بيريك عضواً في مجموعة اوليبو.

## حياته
ولد بيريك في حي للطبقة العاملة في باريس وكان الولد الوحيد لإتشك يودكو وسيرلا بيريتس، اللذان كانا يهوديان من بولندا وهاجرا إلى فرنسا في العشرينيات. كان بيريك على درجة بعيدة من القرابة للكاتب اليشيدي إسحاق بيريتس. توفي أبوه في عام 1940 من طلقات رصاص وتوفيت امه في الهولوكوست النازي، ربما في أوشفيتز. وقد رباه عمه وعمته، وتبنياه رسميا في سنة 1945.
بدأ بيريك كتابة المقالات والتقارير الصحفية للمنشورتين الأدبيتبن الشهيرتين La Nouvelle Revue Française وLes Lettres Nouvelles عندما كان يدرس التاريخ وعلم الاجتماع في جامعة السوربون. من سنة 1958 إلى 1959 خدم بيريك في العسكرية وتزوج باوليت بيتراس عندما سرح من العسكرية. قضيا الاثنان سنة واحدة في صفاقس (تونس)، عندما كانت إمرأته تشتغل كمدرسة. في سنة 1961 بدأ بيريك يشتغل أمينا للأرشيف في معمل بحث الفيزيولوجيا العصبية الملحق بمستشفى سانت أنتوان. احتفظ بيريك بهذه الوظيفة حتى سنة 1978 رغم المرتب البسيط. لاحظ بعض المراجعين أن التعامل اليومي مع السجلات والمعطيات المختلفة قد أثر على اسلوبه الأدبي. كان التأثير البارز الآخر هو ارتباط بيريك بمجموعة اوليبو، التي التحق بها في العام 1967 وتعرف فيها على ريموند كونو من بين آخرين.

## أعماله
أهدى بيريك رائعته La Vie mode d'emploi (الحياة: دليل الاستعمال) لكونو، الذي توفي قبل نشر الرواية. بدأ بيريك الاشتغال على مجموعة من المسرحيات الإذاعية مع مترجمه يوجين هيلملا والموسيقي فيليب دروجوز في نهاية الستينيات، وأنتج أفلاما بعد فترة لا تقل عن عقد. أخرج شريطه الأول الذي بُني على روايته الرجل النائم والذي تحصل على جائزة Jean Vigo في سنة 1974 بالاشتراك مع برنارد كيسان. اخترع بيريك أيضا أحجيات الكلمات المتقاطعة للمجلة Le Point منذ سنة 1974 وما بعدها.
جلب كتاب La Vie mode d'emploi (الحياة: دليل الاستعمال) بعضا من النجاح المادي والاقتصادي: فاز بجائزة Médicis وسمح له بالعودة الكاملة إلى الكتابة وقد كان كاتبا مقيما في جامعة كوينسلاند في أستراليا في سنة 1981, حينما كان يشتغل على كتابه الذي لم يكتمل 53 Jours. بعد مرور زمن بسيط من عودته من أستراليا، تدهورت صحته لإفراطه في التدخين، وقد شخص بمرض السرطان الرئوي ومات في السنة التالية حين كان يبلغ من العمر ستة وأربعين عاما فقط.

## وصلات خارجية
- جورج بيريك على موقع IMDb (الإنجليزية)
- جورج بيريك على موقع الموسوعة البريطانية (الإنجليزية)
- جورج بيريك على موقع ألو سيني (الفرنسية)
- جورج بيريك على موقع أول موفي (الإنجليزية)
- جورج بيريك على موقع قاعدة بيانات الأفلام السويدية (السويدية)
- جورج بيريك على موقع إن إن دي بي (الإنجليزية)
- جورج بيريك على موقع ديسكوغز (الإنجليزية)
- جورج بيريك على موقع قاعدة بيانات الفيلم (الإنجليزية)
- جورج بيريك على موقع كينوبويسك (الروسية)

- حياته وصور الكاتب
- موقع آخر عن حياة جورج بيريك